# Хатгенштајн
Хатгенштајн (њем. Hattgenstein) општина је у њемачкој савезној држави Рајна-Палатинат. Једно је од 96 општинских средишта округа Биркенфелд. Према процјени из 2010. у општини је живјело 242 становника. Посједује регионалну шифру (AGS) 7134034.

## Географски и демографски подаци
Хатгенштајн се налази у савезној држави Рајна-Палатинат у округу Биркенфелд. Општина се налази на надморској висини од 534 метра. Површина општине износи 8,2 km². У самом мјесту је, према процјени из 2010. године, живјело 242 становника. Просјечна густина становништва износи 29 становника/km².